# Cratere Andronov
Andronov è un piccolo cratere lunare da impatto, intitolato al fisico sovietico Aleksandr Aleksandrovič Andronov, che si trova nella parte sud-occidentale della piana formata dal cratere Gagarin. È situato nell'emisfero meridionale della faccia nascosta della Luna, e non è dunque visibile dalla Terra. Immediatamente ad ovest del cratere Andronov si trova l'assai più ampio (121 km) cratere Levi-Civita.
Il cratere Andronov è una formazione a forma di scodella con una piccola superficie pianeggiante centrale. Come il cratere Gagarin che lo ospita, anche Andronov possiede al suo interno un piccolo cratere, posizionato in prossimità della parete interiore settentrionale.